# Paralimnus elegans
Paralimnus elegans är en insektsart som beskrevs av Alexander Fyodorovich Emeljanov 1964. Paralimnus elegans ingår i släktet Paralimnus och familjen dvärgstritar. Inga underarter finns listade i Catalogue of Life.